# هاینریش اشتولفوس

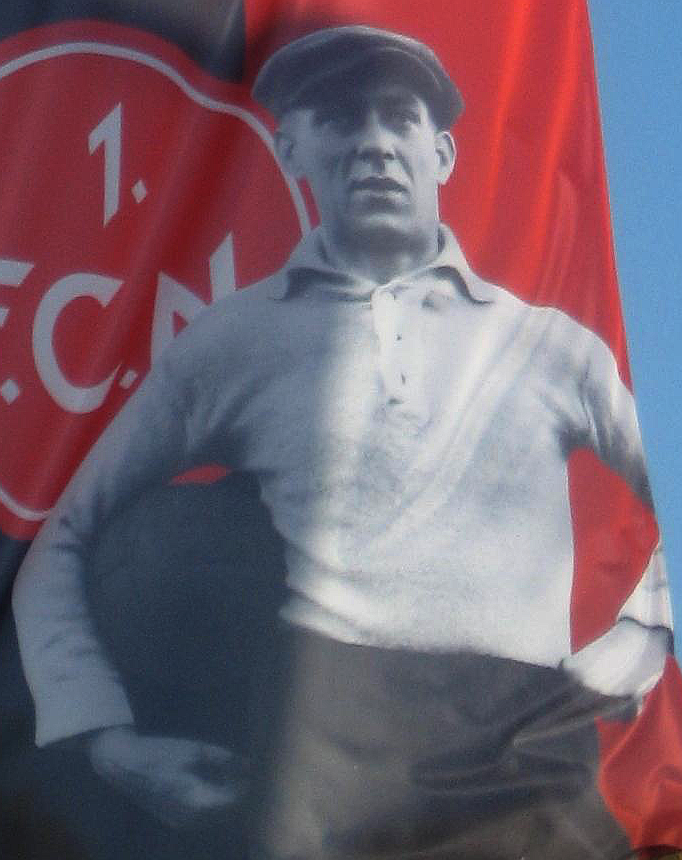
هاینریش اشتولفوس

هاینریش اشتولفوس (به آلمانی: Heinrich Stuhlfauth) بازیکن فوتبال و دروازه‌بان اهل آلمان است که از سال ۱۹۲۰ میلادی عضو تیم ملی فوتبال آلمان بوده‌است. وی در ۲۱ بازی ملی حضور داشته‌است و آخرین بازی ملی خود را در سال ۱۹۳۰ میلادی انجام داد. هاینریش اشتولفوس در بازی‌های ملی‌اش گلی به ثمر نرساند.